# Universidade de Goa
A Universidade de Goa é uma instituição de ensino superior pública, sediada na cidade de Pangim, no estado indiano de Goa.
Foi fundada ao abrigo da Lei da Universidade de Goa, de 1984, iniciando suas operações em 1 de junho de 1985.
Além de Pangim, possui campus em Goa Velha, Mapuçá, Margão, Pondá e Vasco da Gama.

## Histórico
A tradição universitária da Universidade de Goa iniciou-se ainda durante o domínio português, com a instalação de várias instituições de ensino superior, sendo  a mais antiga o Colégio Médico de Goa, datado de 1691, seguido da Escola Matemática e Militar, fundada em 1817, e do Colégio de Farmácia de Goa, fundado em 1842. Essas escolas (a exceção da Escola Matemática e Militar, extinta em 1871) acabaram por compor gradualmente a Universidade de Goa, quando da sua fundação.
Após a anexação de Goa pela Índia em dezembro de 1961, a Universidade de Mumbai (UM) filiou, através do seu Centro de Instrução de Pós-Graduação e Pesquisa (Centre of Post-Graduate Instruction and Research; CPIR), localizado na capital do Estado, Pangim, os colégios que estavam em funcionamento em Goa, em junho de 1962.
A partir de 1963 governo indiano acabou por aumentar a oferta de cursos superiores, com a instalação de novas escolas, entre elas: O Colégio São Xavier (1963), Faculdade SS Dempo de Comércio e Economia (1966) e o Colégio de Engenharia de Goa (1967).
Em 1º de dezembro de 1984, após longa luta dos grupos pró-autonomia em Goa, foi assinada a Lei da Universidade de Goa, que desvinculou o CPIR da UM, e o converteu em Universidade de Goa (UG). A referida lei, inclusive, estendia a atuação da UG para os territórios de Damão e Diu, o que na prática nunca ocorreu.
Em 1º de junho de 1985 a Universidade de Goa deu seu arranque definitivo, oferecendo estudos de graduação e pós-graduação e programas de investigação.
É atualmente (2014) credenciada ao NAAC (Avaliação Nacional e Conselho de Acreditação) na Índia, com uma classificação de quatro estrelas. Ela está localizada no platô de Taleigão.

## Estrutura orgânica

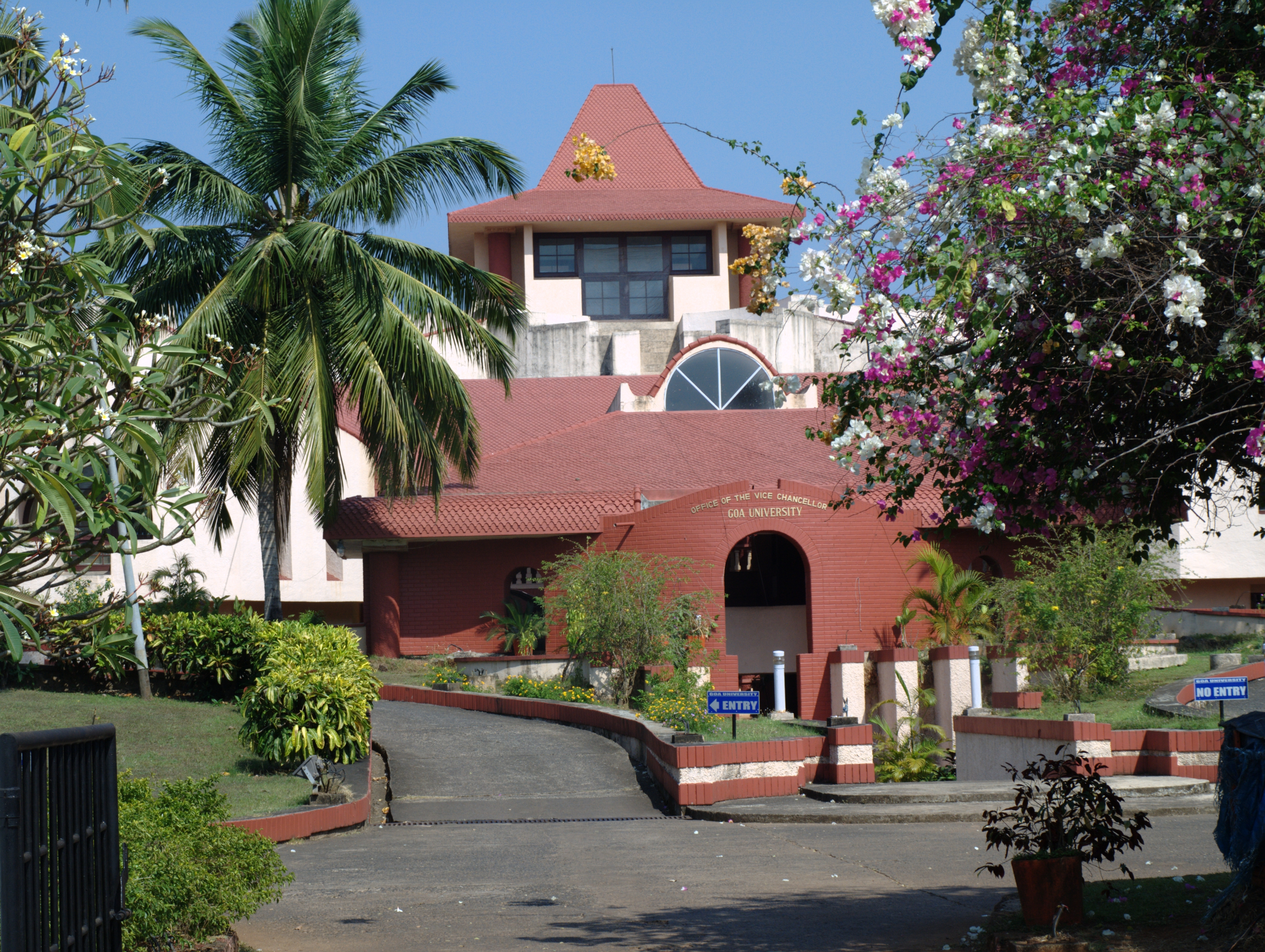
Escritório do Vice-Chanceler.

Sua composição orgânica é na verdade a integração de várias faculdades e escolas superiores, algumas fundadas ainda no período em que esteve como colônia portuguesa.

### Faculdades
As faculdades que compõem a UG são:
- Faculdade de Linguagem e Literatura
- Faculdade de Ciências Sociais
- Faculdade de Ciências Natuarais
- Faculdade de Ciências Naturais e Meio Ambiente
- Faculdade de Comércio e Estudos da Gestão
- Faculdade de Medicina
- Faculdade de Direito
- Faculdade de Performance, Finas Artes e Música
- Faculdade de Design
- Faculdade de Educação
- Faculdade de Economia Doméstica de Goa (Margão)
- Sociedade Educacional de Mormugão—Faculdade de Artes e Comércio

### Escolas superiores
As escolas profissionais afiliadas á UG são:
- Colégio Médico de Goa (1691)[2]
- Colégio de Farmácia de Goa (1842)
- Colégio São Xavier (1963)
- Colégio S.S. Dempo de Comércio e Economia (1966)
- Colégio de Engenharia de Goa (1967)
- Instituto Padre Agnel de Tecnologia e Design
- Centro de Pesquisas Gomantak Aiurveda Mahavidyalaya
- Colégio de Direito V. M. Salgaocar
- Colégio de Agricultura Dom Bosco
- Colégio de Engenharia Dom Bosco
- Colégio de Educação Dada Vaidya
- Colégio de Educação Ganpat Parsekar
- Colégio de Arquitetura de Goa
- Colégio de Artes de Goa
- Colégio de Música de Goa
- Colégio e Hospital Dentário de Goa
- Instituto de Educação da Enfermagem
- Escola Hidrográfica Nacional
- Instituto de Educação Nirmala
- Colégio de Engenharia Padre Conceição
- Colégio de Educação de Pondá
- Colégio de Farmácia, Educação e Pesquisa Rajaram & Tarabai Bandekar
- Escola de Agricultura Ramnata Crisna Pai Raikar
- Colégio e Hospital Homeopático Shri. Kamaxidevi
- Instituto de Engenharia e Tecnologia da Informação Shree Rayeshwar
- Colégio de Comércio, Educação, Computação e Gestão Vidya Prabhodini
- Colégio de Direito Vidya Vikas Mandal's Govind Ramnath Kare